# Sociedade Musical União e Trabalho
A Sociedade Musical União e Trabalho (SMUT) é uma banda filarmónica portuguesa sediada na povoação e na antiga freguesia de Lapas, no Município de Torres Novas.

## História
A então chamada Academia Musical União e Trabalho foi fundada em 18 de Outubro de 1920. Em Maio de 1930 mudou de nome para Sociedade Musical União e Trabalho. 
Ao longo de todos estes anos, passaram na certa milhares de pessoas, tanto como músicos, sócios, assim como pelos Órgão Sociais.
Actualmente, a SMUT é composta por uma direcção bastante jovem, fruto da sua formação musical e humana. Tem como principal actividade a Banda Musical, composta essencialmente por instrumentos de sopro de madeira e metal e percussão. A própria banda é composta por muito jovens. Tem também uma Escola de Música, fundamental para o reforço da Banda. De notar que todo o serviço que a sociedade presta aos seus músicos é gratuito, tanto o fardamento, como a formação contínua musical.
Geralmente têm realizado actuações nas festas de várias aldeias e freguesias, mas principalmente nas Lapas. Tem organizado e participado em encontros de bandas por todo o país.
Para além da sua vertente musical, a sociedade tem uma vertente cultural, lúdica e de certa forma desportiva. Ao longo dos anos tem proporcionado aos músicos e sócios viagens puramente lúdicas, assim como organizado actividades como a “caminhada”.